# Simonis
Simonis – stacja metra w Brukseli, na linii 2 i 6. Zlokalizowana jest pomiędzy stacjami Osseghem/Ossegem i Belgica. Została otwarta w 1982.